# الرجبية
الرجبية إحدى قرى مركز السنطة التابع لمحافظة الغربية بجمهورية مصر العربية، ويجاورها قرى كفر نواي ومسهلة والمنشأة الجديدة.

## التاريخ
قرية الرجبية من القرى القديمة، حيث وردت باسم «نويه البغال» في أعمال جزيرة قوسينا ضمن قرى الروك الصلاحي التي أحصاها ابن مماتي في كتاب قوانين الدواوين، كما وردت باسم «نواي البغال» في أعمال الغربية ضمن قرى الروك الناصري التي أحصاها ابن الجيعان في كتاب «التحفة السنية بأسماء البلاد المصرية». وفي العصر العثماني وردت باسم «نواي البغال» في التربيع العثماني الذي أجراه الوالي العثماني سليمان باشا الخادم في عصر السلطان العثماني سليمان القانوني ضمن قرى ولاية الغربية، وفي تاريخ 1228هـ/1813م الذي عدّ قرى مصر بعد المسح الذي قام به محمد علي باشا باسم «الرجبية» ضمن قرى مديرية الغربية.
كما تذكر القرية باسم الرجابية، كانت القرية من توابع زفتى ثم نقلت منها إلى مركز السنطة في 17 مارس 1927 لقربها منه.

## السكان
بلغ عدد سكان الرجبية 6048 نسمة حسب تقدير عام 2018.
| السنة  | 1882 | 1927 | 1947 | 1960 | 1976 | 1986 | 1996 | 2006  | 2018 |
| ------ | ---- | ---- | ---- | ---- | ---- | ---- | ---- | ----- | ---- |
| القرية | 1340 | 2435 | 1740 | 2271 | 2692 | 3128 | 3881 | 4,512 | 6048 |